# Marcello Santacroce
Marcello Santacroce (né le 7 juin 1619 à Ferrare en Émilie-Romagne et mort le 19 décembre 1674 à Rome) est un cardinal italien du XVIIe siècle. Il est un petit-neveu du cardinal Prospero Santacroce (1565), le neveu du cardinal Antonio Santacroce (1629) et l'oncle du cardinal Andrea Santacroce (1699).

## Biographie
Marcello Santacroce est notamment chanoine de la basilique Saint-Pierre, référendaire au tribunal suprême de la Signature apostolique et abbé de S. Spirito di Sonnone à Gaeta.
Le pape Innocent X le crée cardinal lors du consistoire du 19 février 1652. Il est élu évêque de Tivoli en 1652 et camerlingue du Sacré Collège en 1665-1666.
Il participe au conclave de 1655 (élection d'Alexandre VII), au conclave de 1667 (élection de Clément IX) et au conclave de 1669-1670 (élection d'Innocent XI).

## Succession apostolique
Marcello Santacroce a ordonné les évêques suivants :
- Évêque Carlo Bonafaccia (en) (1653)
- Évêque Carlo Giuliani (it), O.P. (1653)
- Archevêque Matteo di Génnaro (en) (1660)
- Archevêque Francesco Falabella (en) (1660)
- Évêque Francesco Angelucci (1660)
- Évêque Luigi de Gennaro (1660)
- Évêque Anastazy Rudnicki (pl), O.F.M. (1662)
- Évêque Giovanni Battista Penna, O.S.A. (1663)
- Évêque Antonio Bottis (en), C.R.S. (1670)
- Évêque Giuseppe Labonia (en), O.A.D. (1670)
- Évêque Nicolò d'Arcano (en) (1671)
- Évêque Stefano Sculco (it) (1671)